# سایوز۲۷
سایوز-۲۷ (به روسی: Союз ۲۷)(به معنای اتحاد ۲۷) سومین مأموریت سرنشین دار سازمان فضایی شوروی به مقصد ایستگاه فضایی سالیوت۶ و دومین اتصال موفقیت‌آمیز به آن بود. هدف از پرتاب سایوز۲۷، اتصال آن به ایستگاه، بازگرداندن فضانوردان سایوز۲۶ و در نتیجه خالی شدن درگاه برای ورود و اتصال فضاپیمای خدماتی پروگرس۱ بود. رهبر شوروی لئونید برژنف مراحل اتصال به سالیوت۶ را زنده مشاهده می‌کرد.

## نگارخانه

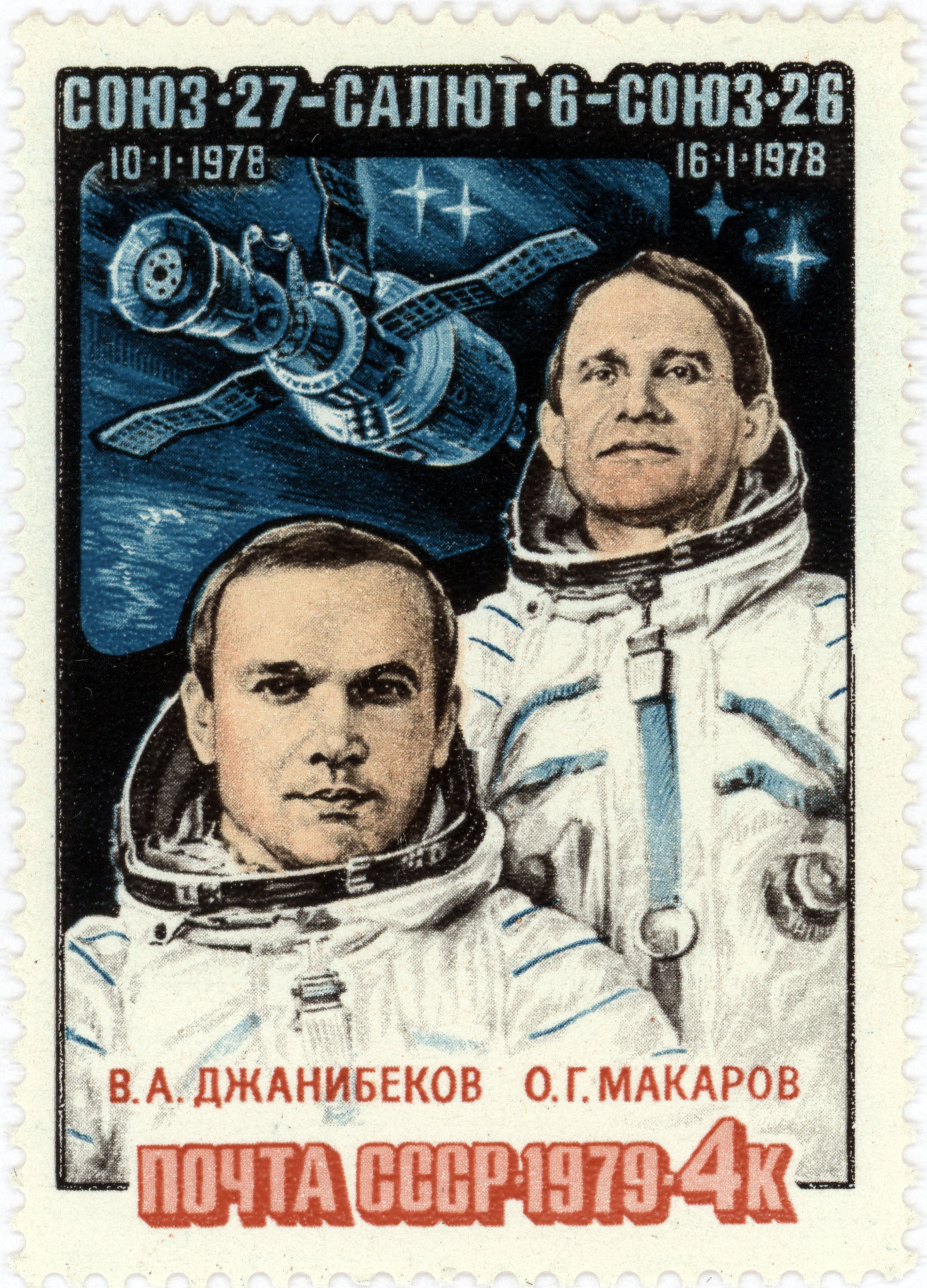
تصویر فضانوردان سایوز۲۷ بر روی تمبر متعلق به شوروی

## خدمه مأموریت
| شماره | نام                     | ملیت               | تعداد پرواز | نقش         | تصویر |
| 1     | اولگ گریگوریویچ ماکاروف | اتحاد جماهیر شوروی | ۳           | فرمانده     |       |
| 2     | ولادیمیر جانی‌بک‌اف       | اتحاد جماهیر شوروی | ۱           | مهندس پرواز |       |